# Selegas
Selegas é uma comuna italiana da região da Sardenha, na província da Sardenha do Sul, com  cerca de 1.523 habitantes. Estende-se por uma área de 20 km², tendo uma densidade populacional de 76 hab/km². Faz fronteira com Gesico, Guamaggiore, Ortacesus, Senorbì, Suelli.

## Demografia
| Variação demográfica do município entre 1861 e 2011                               |
|                                                                                   |
| Fonte: Istituto Nazionale di Statistica (ISTAT) - Elaboração gráfica da Wikipedia |